# 吴越康陵
康陵位于浙江省杭州市临安区玲珑街道祥里村庵基山东北坡，为吴越国第二代国王钱元瓘的王后马氏墓。墓葬为砖廊石室，分前、中、后室。墓门为紫砂石质，高220厘米，重约3吨。前室全部由砖石砌成；中室六面用石板构筑，左右两边绘有大小相同的两棵牡丹。后室为葬身之处，发掘时，马氏的尸骸犹存。顶部刻有天文图，四壁有石刻浮雕12人俑。人俑高80厘米，身着广袖长衣，下穿长裙，双手拢于胸前，各捧一生肖石刻，人俑上方是浮雕“四神”，左青龙，右白虎，前朱雀，后玄武。
2001年，与钱镠墓、钱宽夫妇墓同作为临安吴越国王陵的组成部分列入第五批全国重点文物保护单位。